# Gavriil Amvrosijevič Lukovkin
Gavriil Amvrosijevič Lukovkin (rusko Гаврии́л Амвро́сиевич Лу́ковкин), ruski general, * 1772, † 1849.
Bil je eden izmed pomembnejših generalov, ki so se borili med Napoleonovo invazijo na Rusijo; posledično je bil njegov portret dodan v Vojaško galerijo Zimskega dvorca.

## Življenje
Rodil se je kozaškemu generalu, ki ga je že v zgodnjem otroštvu uril v vojaških veščinah. 1. januarja 1780 je vstopil med kozake. 1. avgusta 1883 je bil povišan v polkovnega kozaškega stotnika, nato pa se je leta 1783 udeležil bojev na Krimu proti upornim Tatarom. Tu se je boril ponovno v letih 1790-92. 
Leta 1783 je bil premeščen v civilno administracijo, kjer je bil zadolžen za naselitev kozakov na Kavkazu. Decembra 1797 je bil povišan v podpolkovnika in naslednje leto še v polkovnika. A že leta 1799 je zapustil vojaško službo. Ponovno je bil aktiviran leta 1808 in je bil imenovan za brigadnega poveljnika polkov donskih Kozakov, ki so bili v sestavi moldavske vojske. V tem položaju se je udeležil bojev proti Turkom v letih 1809-11. 
Med patriotsko vojno leta 1812 se je odlikoval, tako da je bil povišan v generalmajorja. Po vojnah s Francozi se je boril ponovno proti Turkom in POljakom. 11. marca 1836 se je upokojil.